# Museo Arqueológico de Mesará
El Museo Arqueológico de Mesará es un museo de la isla de Creta, en Grecia, que está situado en la localidad de Ampeluzos, en las proximidades del yacimiento arqueológico de Gortina y fue inaugurado en 2023. En él se conservan objetos arqueológicos de toda el área de la llanura de Mesará. Además de las salas para la exposición permanente, las exposiciones temporales y las proyecciones audiovisuales, hay un patio interior y laboratorio de mantenimiento, aparte de otros servicios.

## Colecciones
El museo contiene una colección de objetos pertenecientes a periodos comprendidos entre el Neolítico y el Bizantino. 
Una de las salas expone las características geográficas —una gran llanura en medio de montañas es el significado de «Mesará»— y climáticas que favorecieron la presencia en el lugar de asentamientos desde una época muy temprana, algunos de los cuales llegaron a adquirir gran importancia en determinados periodos históricos como las ciudades de Festo y Gortina y los puertos de Mátala, Kommos, Lasea y Lebén. También se destacan los mitos que están asociados con esta zona, así como la presencia de importantes personajes de la cristiandad, como el apóstol Pablo y su discípulo Tito.
Neolítico
Esta misma sala está dedicada a los tiempos prehistóricos. Se presentan inicialmente objetos del Neolítico, que es el momento de los primeros asentamientos en el área. Del yacimiento arqueológico de Kaniá, próximo a Gortina, proceden restos de cerámica y piedra que pueden situarse cronológicamente hacia 4900-4400 a. C. Otros objetos como cerámica, piedra y herramientas pertenecen a una casa de Kala Selia, situada en una colina, junto a la costa de la bahía de Kala Limeni, y pueden datarse entre 3300-3000 a. C. Por otra parte, en Tripití también se encontraron restos de un asentamiento de finales del Neolítico.
Edad del Bronce
En la Edad del Bronce Temprano aumenta el tamaño de los asentamientos y su organización social, como muestran especialmente los enterramientos múltiples y las tumbas abovedadas. Del área de Tripití —en el yacimiento de Adamis Korfali— proceden otros objetos relacionados con la vida cotidiana, puesto que fue uno de los asentamientos más importantes de esta época, que perduró aproximadamente entre 2900 y 2000 a. C. Por otra parte, en un edificio de Festo del periodo prepalacial se han hallado abundantes restos de un tipo particular de vasijas parecidas a teteras.
De la época de los primeros palacios minoicos se exponen objetos del importante palacio de Festo, que surgió hacia 1900 a. C. Entre los objetos más destacados figuran grandes recipientes para el almacenamiento de productos agrícolas, piezas de cerámica y figurillas relacionadas con el culto y sellos, en los que se representan figuras geométricas y animales reales o fantásticos.
En una época posterior floreció el palacio o mansión de Hagia Triada, que muestra características donde confluyen las culturas minoica y micénica. Su construcción puede situarse hacia 1640-1600 a. C. y su final hacia 1200-1100 a. C. De este centro administrativo el museo conserva algunos objetos como vasijas, inscripciones en lineal A, sellos, placas de cobre y figurillas. Singulares son unas figurillas que forman un círculo, danzando y un conjunto de higos carbonizados, fechados en torno a 1500-1450 a. C.
Esta misma sala dedicada a la prehistoria alberga también objetos de otros asentamientos, santuarios y tumbas de la Edad del Bronce. Entre ellos figuran piezas de cerámica y herramientas de Kaniá y Pitsidia; fragmentos de pinturas al fresco, cerámica, joyas, objetos votivos y sellos del puerto de Kommos; ofrendas religiosas del santuario de altura de Kofinás; cerámica procedente de la cueva de Kamares y ajuares funerarios de tumbas abovedadas o de otro tipo de enterramientos ubicados en diversos lugares de Mesará. Además se agrupan temáticamente objetos relacionados con las actividades económicas de este periodo: la producción de vino, la alimentación, la alfarería, la metalurgia y la fabricación de telas.
Época posmicénica
Otro sector del museo alberga elementos procedentes de la época inmediatamente posterior al colapso de la Edad del Bronce Final, en la que hubo importantes movimientos migratorios y surgieron algunos asentamientos en lugares de difícil acceso que servían de refugio. Los restos de algunas tumbas muestran la introducción de la práctica funeraria de la cremación. Algunos objetos de cerámica y herramientas proceden de la colina de Griá Vigla Pompia, que tiene una fortificación natural y fue sede de un asentamiento en época protogeométrica. Una serie de figurillas de índole religiosa proceden de Hagia Triada, donde el gran centro administrativo de la Edad del Bronce fue sustituido por un santuario al aire libre.
Épocas griega y romana
Posteriormente se aborda la continuidad en el asentamiento de Festo, que estuvo activo hasta el periodo helenístico. Entre las piezas que se conservan de a lo largo de todo este periodo pueden destacarse algunas estatuas.
Por otra parte se expone el surgimiento y auge de la ciudad de Gortina, junto con varios puertos para intercambios comerciales que aumentaron la prosperidad de dicha ciudad durante muchos siglos, y que fue especialmente importante en época romana, durante los siglos II y III. Las piezas que se conservan incluyen restos procedentes del santuario de Apolo pítico, inscripciones de las leyes de Gortina y una gran diversidad de monedas. Muchas figurillas y estatuas de Gortina proceden del periodo helenístico pero la mayor parte son de la época romana, entre los que se encuentran los del puerto de Mátala, que fue el puerto de Gortina hasta los primeros tiempos del periodo bizantino.
Cristianismo y periodo bizantino
Por otra parte, se expone la historia del área en relación con los primeros cristianos y la época bizantina. El terremoto que tuvo lugar en el año 365 afectó gravemente la zona. Se conservan algunos restos de la basílica de Dositeo, construida después del terremoto. Del periodo bizantino se distinguen los objetos de la vida cotidiana relacionados con los artesanos de los de las clases sociales altas. Otros están relacionados con el comercio y otros con la iglesia, como los de la basílica de Mitrópolis y de la basílica de Agios Titos.
El agua
El patio está dedicado a la importancia que tuvo el agua para el desarrollo de los asentamientos en esta área a lo largo de la historia. En particular, se conservan piezas relacionadas con el gran acueducto romano de Gortina, que fue reconstruido en el periodo bizantino.